# ديريك ووكر (لاعب كرة قدم أمريكية)
ديريك ووكر (بالإنجليزية: Derrick Walker)‏ هو لاعب كرة قدم أمريكية أمريكي، ولد في 23 يونيو 1967 في غلنوود في الولايات المتحدة.

## وصلات خارجية
- ديريك ووكر (لاعب كرة قدم أمريكية) على موقع مرجع كرة القدم المحترفة.كوم (الإنجليزية)